# Sekban

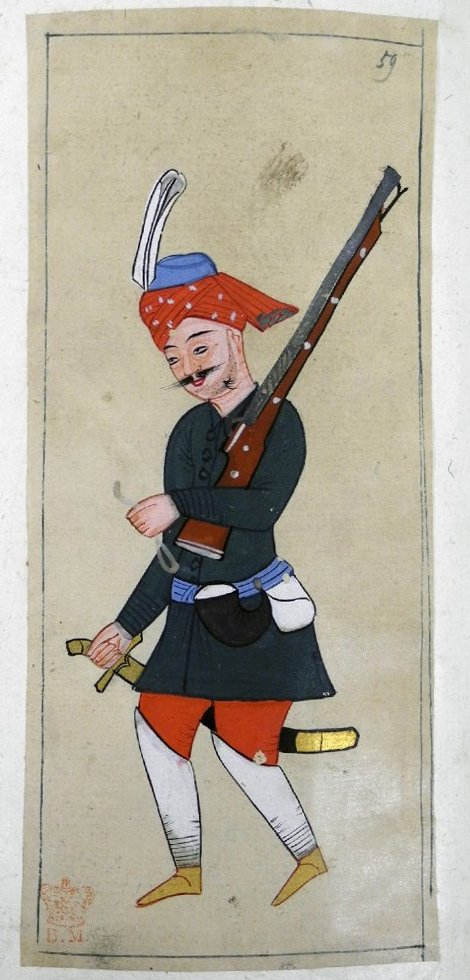
Ein Sekban aus Hans Sloanes Kostümbuch von etwa 1620

Die Sekban (osmanisch سگبان ‚Hundewärter‘, auch sekbān, seğmen oder seyman) waren Söldner der osmanischen Armee mit einem bäuerlichen Hintergrund. Der Begriff Sekban bezog sich anfangs auf irreguläre Truppen, die keine Feuerwaffen besaßen, wurde dann aber auf die Kämpfer weiterer Einheiten außerhalb der regulären Armee ausgeweitet. Die Sekban konnten wie alle Söldner von jedem mit genügend Geld angeworben werden. Um die Sekban bezahlen zu können, wurde vom osmanischen Staat eine spezielle Steuer, das Sekban Akçesi, erhoben. Mit der Zeit wurden die Sekban zum zahlenkräftigsten Teil der osmanischen Armeen und stellten in Friedenszeiten ohne Beschäftigung eine Gefahr für den Staat dar. Mit dem Ende des Osmanisch-Safawidischen Krieges 1590 und des Langen Türkenkrieges 1606 war eine große Anzahl Sekbans ohne Arbeit und damit ohne Lebensunterhalt. Als Folge davon gingen viele von ihnen zu Räubertum und Revolte über und plünderten Anatolien in den Jahren zwischen 1596 und 1610.
Das Herzstück der osmanischen Armee, die Janitscharen, die wegen der militärischen Misserfolge aufsässig wurden, rebellierten offen gegen den Sultan. Nachdem ein Teil der Janitscharen in Rumelien besiegt wurde, marschierten andere Janitscharen 1687 in Istanbul auf den Palast zu, um Sultan Mehmed IV. abzusetzen. Der Sultan berief den Sekbankommandeur Yeğen Osman Aga. Dieser sollte gegen die Janitscharen kämpfen, scheiterte jedoch, und Mehmed IV. musste abdanken. Sein Nachfolger Süleyman II. ernannte Yeğen Osman Aga zum Generalgouverneur von Rumelien. Als dieser nach dem Amt des Großwesirs strebte, reagierte der amtierende Großwesir, indem er die Sekbans zu Ungesetzlichen erklärte und jenen Sekbans, die sich nicht zerstreuten, mit der Hinrichtung drohte. Dies führte zu einem Bürgerkrieg. Anfangs hatten die Sekbans die Oberhand, doch schließlich konnte die Regierung Yeğen Osman Aga gefangen nehmen und hinrichten. Dies beendete aber nicht den Aufstand der Sekbans, die trotz einer kurzen Einigung 1698 bis zum 18. Jahrhundert immer wieder revoltierten.